# Historie (manga)
Historie (japanska: ヒストリエ?, Hisutorie) är en mangaserie i målgruppen seinen, skriven och tecknad av Hitoshi Iwaaki. Den skildrar en fiktiv handling om Eumenes, som var sekreterare och befälhavare hos Alexander den store under antikens Grekland. Mangan ges ut av Kōdansha i magasinet Gekkan Afternoon sedan januari 2003, men har för tillfället tagit en paus. Kapitlen samlades i 11 utgåvor i pocketformat (tankōbon). Serien har vunnit det stora priset vid Japan Media Arts Festival 2010 och Osamu Tezukas Kulturpris 2012.

## Utgivning
Historie ges ut av Kōdansha i magasinet Gekkan Afternoon, sedan den 25 januari 2003. Den första volymen släpptes den 22 oktober 2004 i tankōbon-format. Än så länge har 11 volymer släppts.

## Mottagande
Tidningen Mainichi Shimbun uppskattade Iwaakis skildring av Eumenes förflutna och beskrev den som "djärv och unik." Recensenten Jason Thompson skrev att serien var författarens mästerverk.